# تت یاگومگی
تت یاگومگی (استونیایی: Teet Jagomägi؛ زادهٔ ۲۷ سپتامبر ۱۹۶۹) سیاستمدار و نماینده سابق مجلس اهل استونی است.